# 森村茂樹
森村 茂樹（もりむら しげき、1916年〈大正5年〉3月21日 - 1979年〈昭和54年〉11月24日）は精神科医、地域医療と社会福祉を推進した教育者。兵庫県西宮市に兵庫医科大学を創設、理事長、学長、病院長を歴任した。

## 生涯

### 出生
精神科医森村真澄・豊の一人っ子として兵庫県川辺郡尼崎町（現在の尼崎市）で生まれる。尼崎市第三尋常小学校から兵庫県立第一神戸中学校（現神戸高校）を経て第三高等学校（現京都大学）に進んだ。卒業した1936年（昭和11年）は京都帝国大学文学部哲学科に合格したが方向転換、翌年、東京帝国大学医学部に入学、1941年（昭和16年）卒業、精神病学教室主任教授で東京都立松沢病院長を兼務する内村祐之の指導を受け、東大病院精神病学講座の副手嘱託となる。医師免許は第97606号。

### 戦時中
- 大学での研究生活を望んでいたが父・真澄が1941年（昭和16年）11月心筋梗塞で急死、52歳だった。茂樹は真澄が1927年（昭和2年）2月、兵庫県武庫郡鳴尾村（現西宮市）に開設した武庫川脳病院を継ぎたかったが、陸軍に軍医として1942年（昭和17年）4月に臨時召集されインドネシア・ジャワ島へ。
- ハマダラ蚊が飛び回っているが、蚊帳を持っている住民はほとんどいない。マラリヤで苦しむ悲惨な状況を目の当たりにした。「ここで病院を造ったら多くの人を助けられる」と思った。そのためになる医療勉強会を欠かさなかった。同じ地区の軍医が集まってマラリヤだけでなくデング熱やペスト、チフスの症例や検証結果を話し合った。その思いは大学設立後の医療協力へとつながった。1年8か月の捕虜生活を経て1947年（昭和22年）4月、軍医中尉で復員した。

### 病院長
- 1947年（昭和22年）5月、武庫川脳病院長に就任した。31歳。病院職員の人材育成や病院の充実だけでなく地域医療や社会福祉活動にまい進する。看護婦やレントゲン技師、検査技師の資格取得者への入学金貸与や勤務時間に便宜を図るなどの支援体制を充実させた。また精神医学の場で心理学が応用できるかを試すため、当時は希だった臨床心理学関係者を採用した。[1]
- 社会問題化しつつあったヒロポン（覚せい剤）中毒患者の治療、更生を実現するため、赤い羽根募金からの寄付を受けて財団法人仁明会を設立、1955年（昭和30年）に「赤い羽療園」を開設した。また、大学時代からの研究テーマだったアルコール依存症の研究を進め、1956年（昭和31年）「抗酒剤の作業機作」で東京大学から博士号取得、さらに病院内に断酒会AA（アルコール・アノニモス）[2]の会を1957年（昭和32年）に設立した。
- 精神疾患の治療として1947年（昭和22年）ころから米や野菜作り、洗濯バサミ作りなどの作業療法、そして1950年（昭和25年）からレクリエーション療法である演芸会や運動会、民謡、バレーボール大会などを開催、地域にも開放された。演芸会は兵庫県精神病院協会主催となって引き継がれた。茂樹はヒロポンやアルコール中毒患者の社会復帰を助けながら、中毒犯罪者の精神鑑定にも携わった。
- 大村病院が1964年（昭和39年）7月、兵庫県三木市の丘陵地帯に完成、茂樹が初代理事長に就任した。当時としては画期的な試みである開放された精神病院を目指した。予想されたが保健所から「塀と門を造るように」と指導された。譲らなかったという。現在、5病棟480床と作業センターを有する規模になった。長男の安史が理事長を務めている。
- 社会から取り残された人々の救済、治療にも全力で取り組んだ。1959年（昭和34年）「赤い羽療園」に重症心身障害児のための小児病棟、1960年（昭和35年）知的障害児施設「武庫川児童園」を開設した。1965年（昭和40年）9月、心身障害者のための診療所「砂子療育園」を開設、1967年（昭和42年）には兵庫県初の重症心身障害児施設「砂子療育園」を併設、1969年（昭和44年）知的障害児通園施設「北山学園」、翌年には特別養護老人ホーム「甲寿園」を西宮の北部、甲山の西南山麓に開設した。
- 仁明会が准看護士養成所[3]を1958年（昭和33年）10月、病棟と管理棟を増築した武庫川病院[4]に併設した。看護士だけでなく看護婦不足の解消と武庫川病院の総合病院化を進めるためで、その後、新病棟建設や増築を行い1968年（昭和43年）には眼科、耳鼻咽喉科、内科、外科、産科婦人科160床と精神科308床を有する総合病院となり、新武庫川病院が完成した。2年後の1970年（昭和45年）5月には大学病院開設への布石として准看護婦養成所を閉鎖、武庫川高等看護学院を開設した。

### 大学設立
- 社会福祉活動だけでなく総合医療へと進んだが、医師不足の解消と地域医療の充実、高度医療の必要性に駆り立てられ、大学設立へ舵を切る。「学校法人武庫川医科大学設立準備期成会」の設立総会が1970年（昭和45年）5月に開催され、9月に設置認可申請、翌年4月の開学を目指した。当初は兵庫医科大学ではなかった。1970年11月5日発行の『関西医事新聞』に経過と進展状況が載っている。
- 「・・学校法人武庫川医科大学の設立を、この程文部省並びに厚生省に提出し、目下慎重な審議が行われている。尚、隣接する武庫川学院との類似名のため将来は兵庫医科大学と改名予定」兵庫医科大学への改名変更を同年11月23日、文部省に届けた。認可はスムーズに進まなかった。関西の2大学医学部の入試問題売買事件や新設3私立医科大学の高額寄付金問題が発覚、大学設置審議会などは設置申請の資金と施設計画を厳しくチェックした。特に兵庫医科大学に対しては「学校法人となる敷地内に私的な財産があってはならない」と難題が突き付けられた。それは父真澄が心血を注いで築いた武庫川病院の取り壊しを意味していた。茂樹は断腸の思いで決断した。3月、10棟近くの建物が10日間で壊され更地になった。しかし、この年、兵庫医科大学は認可されなかった。病院収入が無くなり、しかも招聘した教員と病院教職員の生活費の保障など、最大のピンチを迎えた。親族や友人、知人の援助もあったが、銀行から個人的にも借金を重ねた。

### 兵庫医科大学認可
- 建学の精神は「社会の福祉への奉仕」「人間への深い愛」「人間への幅の広い科学的理解」
- 兵庫医科大学設置が認可されたのは1971年（昭和46年）11月22日だった。「権威的な医師ではなく患者に寄り添う医師になれるか」を見極めたいと、当時全国的にも珍しい小論文と面接を導入、さらに兵庫県と結んだ委託学生制度[5]で僻地医療支援学生枠を設けた。6年間の学費を免除する代わりに僻地勤務を義務づけた。
- 全国で初めて設けた社会福祉学[6]は、医学教育と病院サービスの中に社会福祉を位置付け、専任の教員を置き、病院の臨床部門に医療社会福祉部を設置した。これは患者の福祉を医療行為の根底に置く医師の養成を目指した創学の目的の一つで、コ・メディカルスタッフを尊重したチーム医療の必要性を見通したことになる。
- 共同研究施設[7]の充実は開学当初からの目標だった。最新の設備機器を集中的に配備、共同利用する場をつくり各講座、研究室の自主性を発揮しながら自由で活気に満ちた研究環境をつくりだそうとした。研究費は一講座当たり国公立大学医学部が20万円から30万円だったころ100万円から200万円配分された。現在、兵庫医科大学が科学研究費を含む外部資金の獲得額が全国トップクラスであるのは、今も進歩し続ける共同研の存在が大きい。

- 大学院が1978年（昭和53年）3月24日に認可された。茂樹は同じころ学科・講座増設を目指していた。1978年、歯科口腔外科学と胸部外科学、病院病理部の開設を決め、特に1979年（昭和54年）9月に開講した歯科口腔外科学は歯学部創設の準備段階としていたが、文部省の歯学部設立抑制方針もあって現在も実現していない。胸部外科学は1980年（昭和55年）3月、病院病理部が同年6月に開講した。

### 海外との学術交流、医療事業協力
- 「国際的な医科大学にしたい」軍隊時代の経験から発展途上国の医療向上だけでなく先進国との医学交流に積極的だった。武庫川病院時代の1965年（昭和40年）、政府関係者から「ネパールには目の疾患が多く何とかしてほしい」との申し出を受け、眼科医を派遣するなど個人的な応援が始まった。その後、1980年（昭和55年）6月、同国唯一の国立トリブバン大学への「医学教育プロジェクト[8]」に結びついた。1977年（昭和52年）にインドネシア、翌年にはフィリピン、1979年（昭和54年）にタイ、フィリピン、チリなどへ研究指導員や伝染病研究、診療放射線技士などを派遣した。また、1978年（昭和53年）にはアルジェリアやチュニジア、リビアなど北アフリカで働く日本企業の人々の健康管理に医師を派遣した。
- 研究者の海外派遣も積極的だった。理事長・学長を務めた8年間に延べ340人がアメリカ、西ドイツ、カナダ、イギリス、フランスなどに視察や留学をした。そのうち講師、助手が半数近くを占めた。西ドイツ・ザールラント大学医学部との姉妹提携は、1980年（昭和55年）8月第三代学長伴忠康が正式に調印した。

### 地域医療に貢献
- 宝塚市民病院開設への協力は1974年（昭和49年）春からだった。大学病院の整備や拡充すら思い通りに進んでいなかったが、医師、看護婦、検査技師らスタッフ派遣など全面協力した。翌年、宝塚健康増進センター開設、1976年（昭和51年）運営が市に移管され、1984年（昭和59年）に宝塚市民病院となった。また、全県域を視野に医療スタッフの派遣事業も行った。県最北端の公立浜坂病院は経営が悪化していた。県からの要請で1978年（昭和53年）から始まった。現在も中堅、若手医師が順番に赴任、地域の核病院として機能している。
- 上ヶ原病院を1979年（昭和54年）6月に西宮市の北西部に開院した。前歴は老人治療専門のクリストロア病院、経営は大赤字だったといわれているが、1976年（昭和51年）12月に苦渋の決断で買収した。現在の院長は茂樹の次女で本学の一期生大江与喜子、地域に開かれた医療を進めている。

### 多才、多趣味
- 読書とゴルフ、特に芸術には造詣が深く、宋・元時代の水墨画、ヤン・ファン・エイクとアルブレヒト・デューラーの作品が好きだった。三高時代にはゴッホの色彩に魅了されて論文を書き、軍医でジャワ島滞在したさいなどゴッホの画集を探すなどした。また囲碁、将棋はお手の物だった。
- 小学校から中学、高校と文学関係の創作活動に取り組み、医学でなく作家を志したこともあった。森村茂樹のペンネームは「志摩亘（しまわたる）」。第三高校の同窓生富士正晴が1947年（昭和22年）神戸に創刊した同人雑誌「VIKING」に1949年（昭和24年）に入会、1955年（昭和30年）に退会するまで、評論や詩、小説などを投稿している。未発表の作品も多い。
- スポーツでの活躍はあまり目立たなかったが、病院に野球チームをつくり、「VIKING」チームと対戦した際、一塁手で四番、本塁打を放つなど大活躍をしている。三高時代は西宮で小中学生に水泳の指導をするなどした。ゴルフは「豪快なショットを打つこともあったが、全体としては手堅く尺取り虫のように一歩一歩刻んでいく。そして100を切る」

### 晩年
- 茂樹は1979年（昭和54年）10月、西ドイツ・ザールラント大学医学部との姉妹提携に向けて最終的な詰めを行うために渡独したが、14日ホンブルグ市内のホテルで倒れ、呼吸困難に陥った。小康状態を得た11月15日に帰国、兵庫医科大学病院で治療を続けたが、24日午前2時24分、意識が戻ることなく永眠した。63歳だった。死因は肺塞栓症とされた。
- 政府は、その日「生前、医療、教育、公益に尽瘁された功により特旨をもって贈ることを決めた」として正五位勲三等瑞宝章を贈ることを決めた。
- 大学葬が12月20日午後1時30分から大学グラウンドにテントを張った仮設式場で営まれ、第三高校の同級生で衆議院議員・早川崇、参議院議員・中西一郎ら3,500人を超す参列者があった。墓所は西宮市の満池谷墓地にある。墓石のデザインがドイツに出発する前に届いた。人が布団に寝ているようなユニークな造形で「もうゆっくり休みたい、そんな心境や。静かに眠ろうと思った」と親しい人にデザインについて語っている。

## 人脈
- 医学界 ： 内村祐之、白木博次、武見太郎、島田茂治、藤末雄、伴忠康、辻昇三、麻田栄、喜多村正次、渡辺栄市、田辺子男、吉田久、黒丸正四郎、山本高次郎、甲斐滋彦、森滋郎、式場隆三郎ら。
- 学者、文化人 ： 梅原猛、織田作之助、富士正晴、梅崎春生ら。
- 政治家 ： 早川崇、中西一郎、林田悠紀夫、青木亮貫ら。
- スポーツ関係 ： 吉田義男、梶本隆夫ら。
- 財界 ： 小林林之助、早川三郎、山村徳太郎ら。